# 皮內多將軍鎮 (查科省)

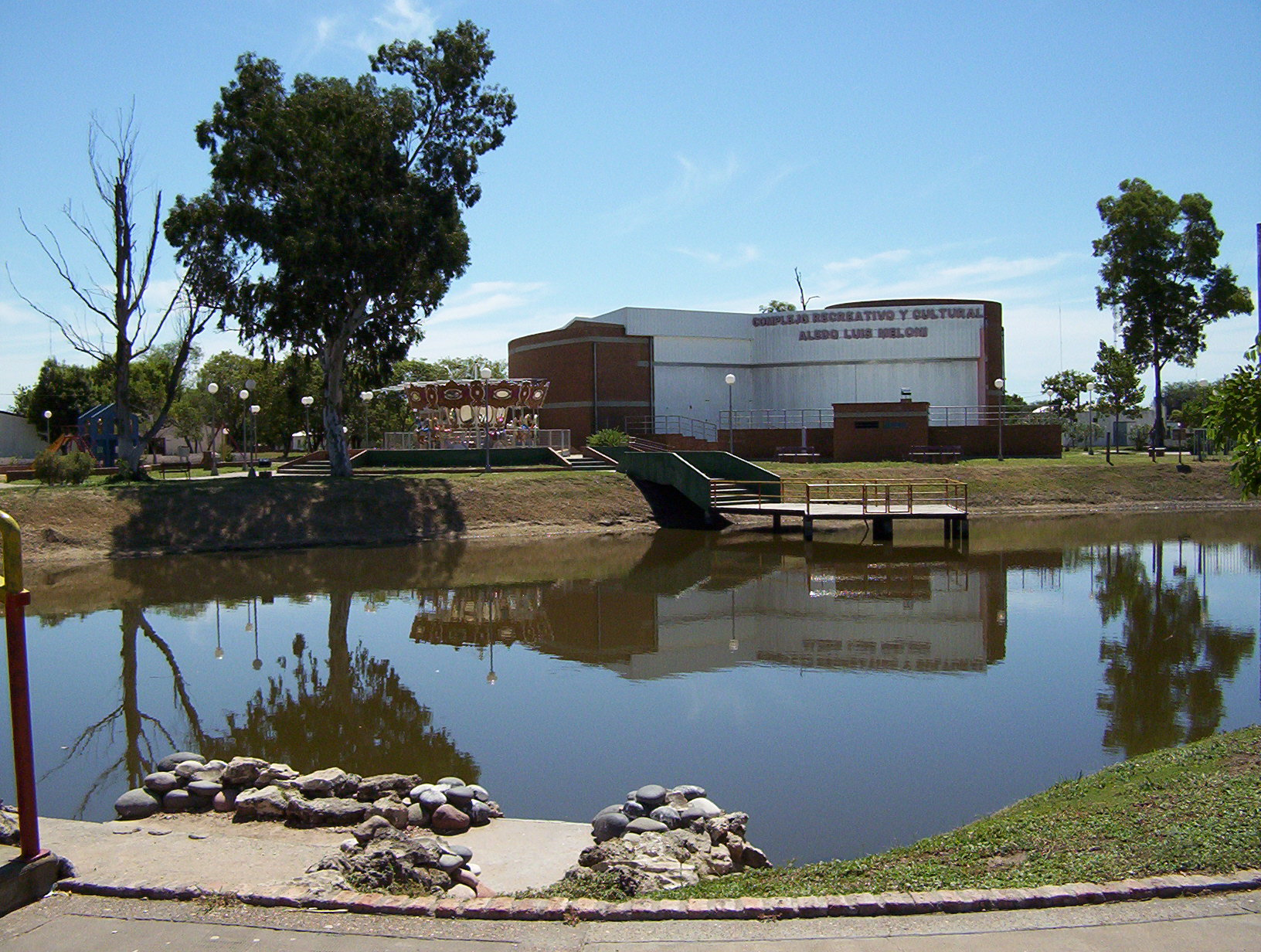
皮內多將軍鎮

27°19′S 61°17′W / 27.317°S 61.283°W
皮內多將軍鎮（西班牙語：General Pinedo），是阿根廷的城鎮，位於該國北部查科省，是十月十二日縣的首府，處於雷西斯滕西亞以西227公里，始建於1912年5月25日，海拔高度78米，2001年人口11,332。